# San Cristóbal (Venezuela)
San Cristóbal, volledige naam: San Cristobál de Venezuela, is de hoofdstad van en gemeente in de Venezolaanse staat Táchira. De gemeente telt 290.000 inwoners. De gemeente is vernoemd naar haar hoofdplaats.
De plaats is de zetel van het rooms-katholieke bisdom San Cristóbal de Venezuela.

## Sport
In 1977 werden in San Cristóbal zowel de wereldkampioenschappen wielrennen als de baanwielrennen georganiseerd. Het is de enige keer dat deze wedstrijden in Venezuela werden georganiseerd. Bij de WK op de weg won de Italiaan Francesco Moser er de wegwedstrijd voor beroepsrenners.

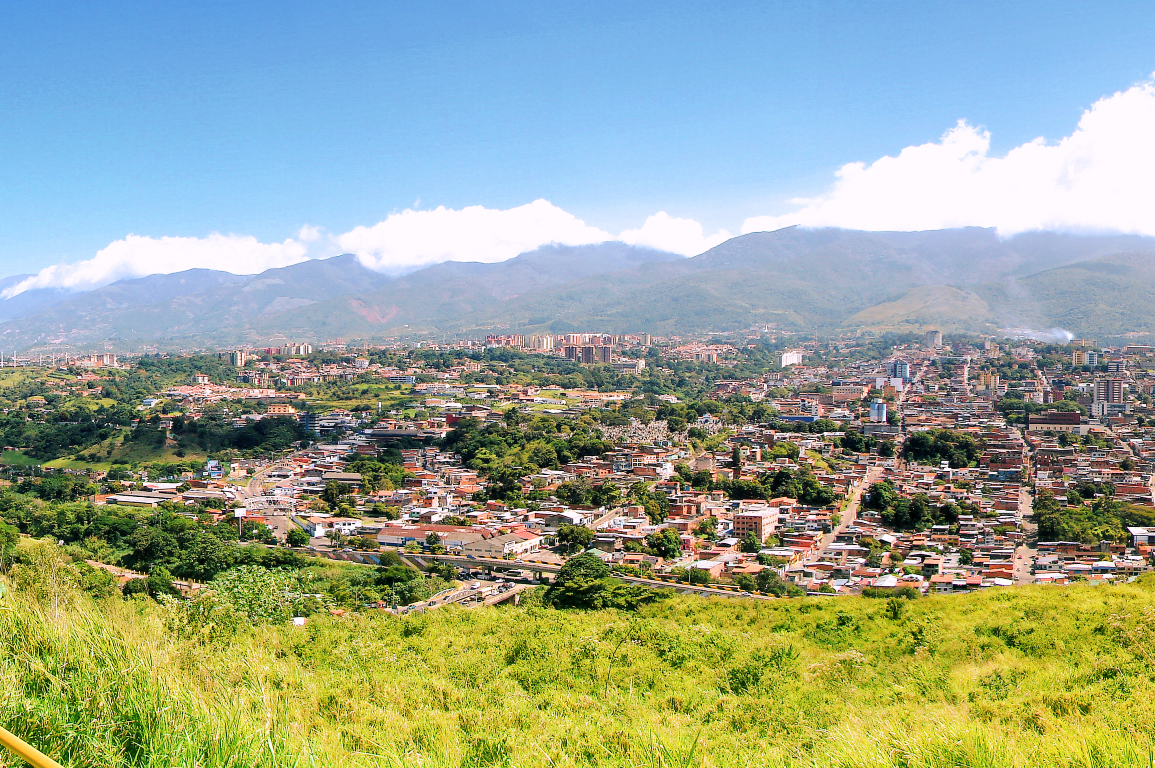
Uitzicht op San Cristóbal

## Geboren
- Tomás Rincón (1988), voetballer
- Mikel Villanueva (1993), voetballer